# TMX4
TMX4 (англ. Thioredoxin related transmembrane protein 4) – білок, який кодується однойменним геном, розташованим у людей на короткому плечі 20-ї хромосоми. Довжина поліпептидного ланцюга білка становить 349 амінокислот, а молекулярна маса — 38 952.
| 10         |  | 20         |  | 30         |  | 40         |  | 50         |
| ---------- |  | ---------- |  | ---------- |  | ---------- |  | ---------- |
| MAGGRCGPQL |  | TALLAAWIAA |  | VAATAGPEEA |  | ALPPEQSRVQ |  | PMTASNWTLV |
| MEGEWMLKFY |  | APWCPSCQQT |  | DSEWEAFAKN |  | GEILQISVGK |  | VDVIQEPGLS |
| GRFFVTTLPA |  | FFHAKDGIFR |  | RYRGPGIFED |  | LQNYILEKKW |  | QSVEPLTGWK |
| SPASLTMSGM |  | AGLFSISGKI |  | WHLHNYFTVT |  | LGIPAWCSYV |  | FFVIATLVFG |
| LFMGLVLVVI |  | SECFYVPLPR |  | HLSERSEQNR |  | RSEEAHRAEQ |  | LQDAEEEKDD |
| SNEEENKDSL |  | VDDEEEKEDL |  | GDEDEAEEEE |  | EEDNLAAGVD |  | EERSEANDQG |
| PPGEDGVTRE |  | EVEPEEAEEG |  | ISEQPCPADT |  | EVVEDSLRQR |  | KSQHADKGL  |

A: Аланін

C: Цистеїн

D: Аспарагінова кислота

E: Глутамінова кислота

F: Фенілаланін

G: Гліцин

H: Гістидин

I: Ізолейцин

K: Лізин

L: Лейцин

M: Метіонін

N: Аспарагін

P: Пролін

Q: Глутамін

R: Аргінін

S: Серин

T: Треонін

V: Валін

W: Триптофан

Кодований геном білок за функцією належить до фосфопротеїнів. 
Задіяний у таких біологічних процесах, як транспорт, транспорт електронів. 
Локалізований у мембрані.